# Théâtre de Šabac
Maison des artisans à Šabac
Le théâtre de Šabac (en serbe cyrillique : Зграда занатског дома у Шапцу ; en serbe latin : Zgrada zanatskog doma u Šapcu) se trouve à Šabac, dans le district de Mačva, en Serbie. Sous sa forme actuelle, il a été inauguré le 14 décembre 1944. En 2020, il est dirigé par Milena Bogavac.
Chaque année, le théâtre organise un festival appelé « Le printemps du théâtre » (en serbe : Pozorišno proleće), où sont présentées les productions considérées comme les plus réussies des théâtres institutionnels de Serbie.

## Historique
L'origine du théâtre remonte à 1840, ; les 7 et 8 janvier 1840, au lycée des jeunes de Šabac, a été donnée une représentation d'après la pièce Svetislav et Mileva de Jovan Sterija Popović, adaptée  par le professeur du lycée Damjan Marinković. En 1906, le théâtre professionnel de Šabac a été fondé. Immédiatement après la Seconde Guerre mondiale, le Théâtre national (en serbe : Narodno pozorište) a été formé, qui représenté sa première pièce le 14 décembre 1944.

## Bâtiment

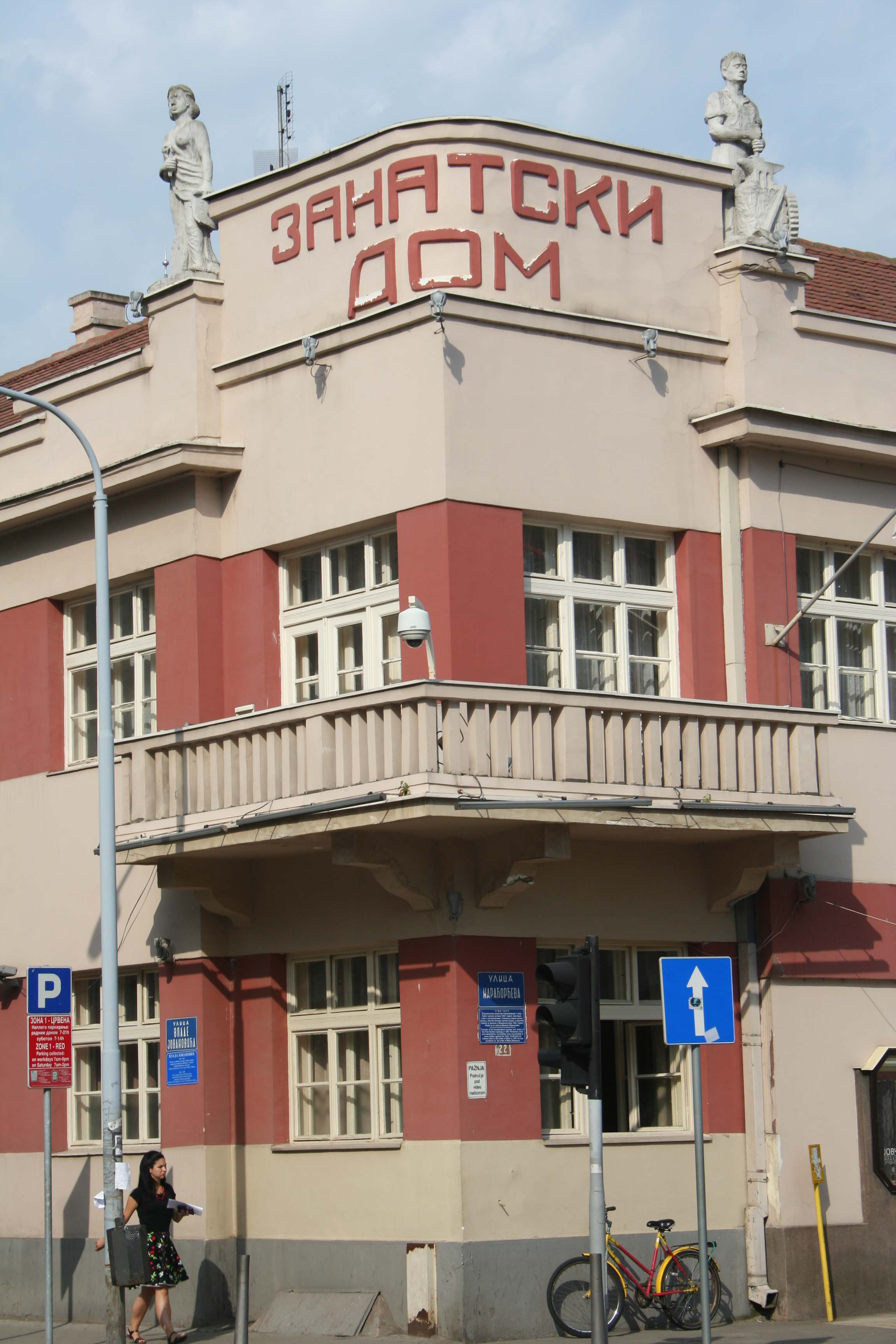
Détail de la façade d'angle.

Le bâtiment, situé 22 rue Karađorđeva, à l'angle de la rue Vlade Danilovića, est inscrit sur la liste des monuments culturels protégés de la république de Serbie (identifiant no SK 2180),,.
Il a été construit en 1933 et 1934, grâce aux dons des artisans et des citoyens de Šabac, dont les noms sont inscrits sur trois plaques de granite noir. Édifié dans une période de transition architecturale, il relève à la fois du fonctionnalisme et du modernisme.
Il est constitué d'un rez-de-chaussée et d'un étage. Les surfaces des façades sont dépourvues d'ornementation et sont rythmées par des fenêtres tripartites disposées régulièrement de manière horizontale ; seule la façade d'angle est mise en valeur par la présence d'un balcon avec un garde-corps ajouré à l'étage ; le balcon est soutenu par des consoles. Au sommet de cette façade se trouve un attique arrondi portant l'inscription Zanatski dom (la « Maison des artisans ») ; aux extrémités de l'attique de dressent deux statues allégoriques représentant l'artisanat dessinées par le peintre Stevan Čalić,.
Le rez-de-chaussée a été modifié depuis la construction pour répondre aux exigences d'un théâtre moderne, tandis que l'étage a été conservé.
L'intérieur du théâtre a été réorganisé en 2008 et compte trois salles : la grande scène avec 314 places (235 au parterre et 79 au balcon), la petite scène et la scène pour les enfants,.

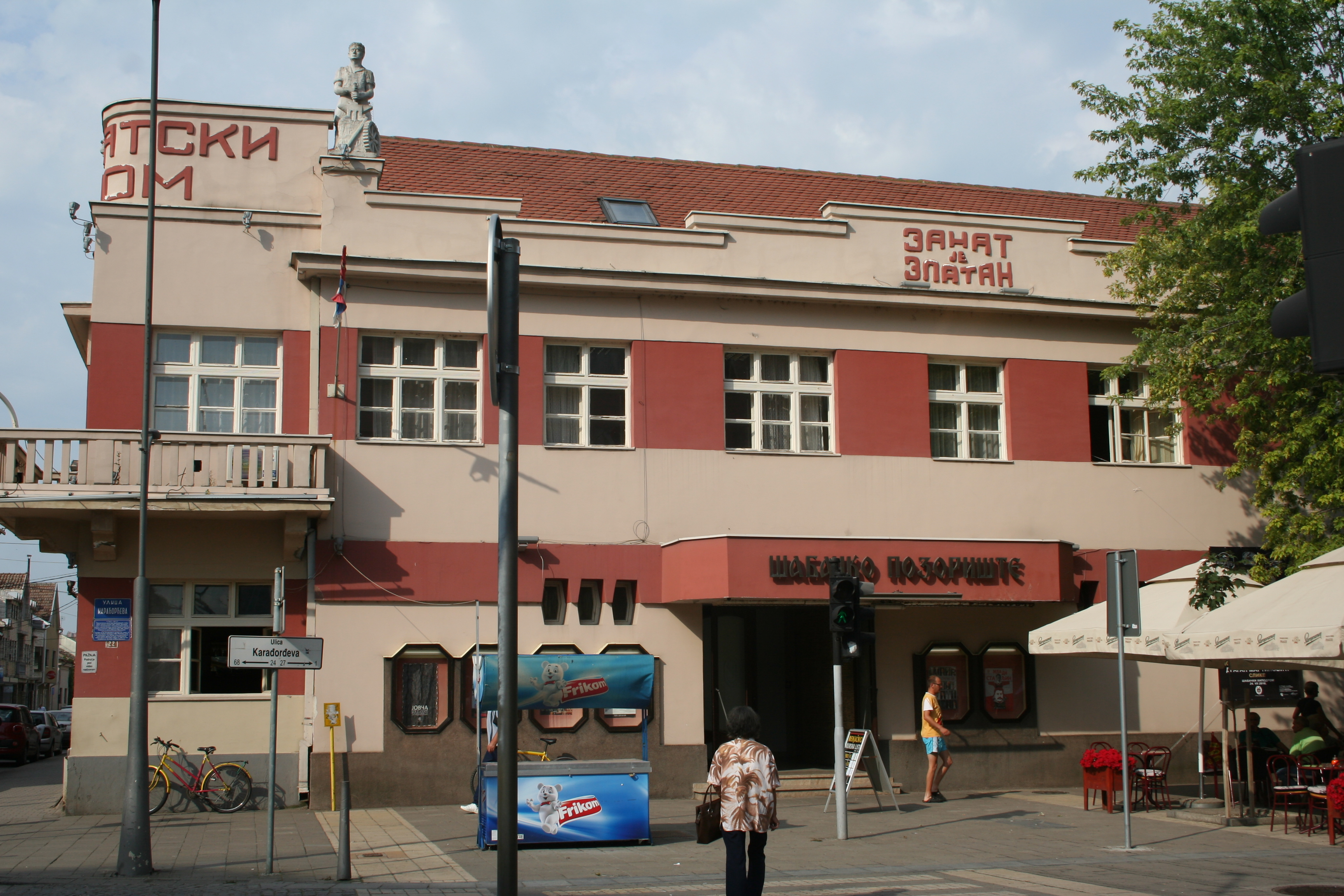
Détail de l'entrée du théâtre.

## Répertoire
En 2020, les pièces inscrites au répertoire de la « scène du soir » (en serbe : Večernja scena), pour les adultes, sont les suivantes :
- Lift de Saša Simonović[8]
- Radio Šabac d'Olga Dimitrijević[9]
- Šumadija de Filip Vujošević[10]
- Ana Frank, anti-conte de fée historique pour enfants et adultes, scénarisé par Milena Bogavac et mis en scène par Jelena Bogavac[11]
- Les Deux Gentilshommes de Vérone de William Shakespeare[12]
- Pisma iz Avganistana (Lettres d'Afghanistan) de Branko Golubović[13]
- Bacači prstiju (Pouces en l'air) d'Iva Brdar[14]
- Iskušenje (Tentation), d'après le roman Bog, đavo i ja (Dieu, le diable et moi) de Dragan Marinković Francuz[15]
- Pretposlednja panda ili statika (L'avant-dernier Panda ou statique) de Dino Pešut[16]
- Rubište[17]
- Perikle (Périclès), spectacle du Centre d'art Itaka d'Inđija et du Théâtre de Šabac[18]
- Ožalošćena porodica (La Famille endeuillée) de Branislav Nušić[19]
- Kidaj iz moje kuhinje (Sors de ma cuisine !)[20]
- Banović Strahinja de Borislav Mihajlović Mihiz[21]
- Bizarno (Bizarre) de Željko Hubač[22]
- Kafanica, sudnica, ludnica de Brana Crnčević[23]
- La Cantatrice chauve d'Eugène Ionesco[24]
- La Vie est un songe de Pedro Calderón de la Barca[25]
- Kainov ožiljak (La Cicatrice de Caïn) de Vladimir Kecmanović et Dejan Stojiljković[26]
- Revizor za jugoistok (Le Revizor au sud-est) de Svetislav Basara[27]

## Printemps du théâtre
Le festival du « Printemps du théâtre » (en serbe : Pozorišno proleće) est organisé par la ville de Šabac et le Théâtre de Šabac depuis 2016, avec le soutien du ministère de la Culture et de l'Information de la république de Serbie. Le programme principal du Festival se compose des productions les plus représentatives des théâtres institutionnels de tout le pays et le critère de sélection est un haut niveau artistique, dans chacun des segments de l'art théâtral.
En 2020, le festival « Printemps du théâtre » a eu lieu du 7 au 11 octobre sous le nom de « Printemps du théâtre en automne » (en serbe :Pozorišno proleće u jesen).
Lors de cette 5e édition du festival on a pu voir :
- Das Lepa Brena Projekt (en serbe : Lepa Brena Prodžekt), spectacle en collaboration du Bitef teatar et du Schlachthaus Theater Bern[30]
- La Chronique de Travnik (en serbe : Travnička kronika) d'après le roman d'Ivo Andrić, adaptation de Nikita Milivojević, spectacle du Théâtre national serbe de Novi Sad en collaboration avec le Théâtre national de Sombor[31]
- Upotreba čoveka (L'Usage de l'homme), d'après le roman d'Alexandre Tišma, adaptation de Fedor Šili et Boris Liješević, spectacle en collaboration du festival Novi Tvrđava teatar de Čortanovci, du festival Grad teatar de Budva, du East West Center Sarajevo et du Théâtre de Novi Sad (Novosadsko pozorište/Újvidéki Színház)[32]
- Nečista krv (Sang impur), d'après le roman de Bora Stanković, adaptation de Tijana Grumić, spectacle du Théâtre Bora Stanković de Vranje[33]
- Les Deux Gentilshommes de Vérone de William Shakespeare, spectacle du Théâtre de Šabac